# Gare de L’Argentière-les Écrins
Gare de L'Argentière-les Écrins vasútállomás Franciaországban, L'Argentière-la-Bessée településen.

## Vasútvonalak
Az állomást az alábbi vasútvonalak érintik:
- Veynes–Briançon-vasútvonal

## Kapcsolódó állomások
A vasútállomáshoz az alábbi állomások vannak a legközelebb:
- Gare de La Roche-de-Rame (Gare de Veynes-Dévoluy, Veynes–Briançon-vasútvonal)
- Gare de Prelles (Gare de Briançon, Veynes–Briançon-vasútvonal)
- Gare de Briançon (Gare de Briançon)
- Gare de Montdauphin - Guillestre